# Notholaena
Notholaena es un género con 243 especies descritas y 38 aceptadas de helechos queilantoides, perteneciente a la familia Pteridaceae. 

## Descripción
Son helechos con rizoma brevemente rastrero a erecto, escamoso; hojas 1-2-pinnado-pinnatífidas, monomorfas, coriáceas; pecíolo con un haz vascular, pardo-amarillento a negruzco; lámina con el ápice pinnatífido, las pinnas con pínnulas adnatas o sésiles, blancas o amarillo farinosas en el envés, a menudo escamosas y/o pilosas, los márgenes aplanados o escasamente revolutos, relativamente sin modificaciones (en textura y color); raquis pardo-amarillento a negruzco, glabro a puberulento o farinoso; nervaduras libres, ramificadas o no, terminando en puntas un tanto claviformes; soros intramarginales, terminales en las nervaduras; esporas triletes, negruzcas, granuladas a crestadas; el número cromosomático es de: x=30.

## Distribución
Se encuentra en Estados Unidos, México, Mesoamérica, Sudamérica y las Antillas.

## Observaciones
Notholaena es tratada aquí en un sentido estricto. Algunas especies ubicadas anteriormente en el género por otros autores han sido trasferidas a Cheilanthes o Argyrochosma. Además, actualmente existe una controversia acerca de la tipificación correcta de Notholaena. Este escrito se apega a Tryon y Tryon (1982) quienes sugirieron a Notholaena trichomanoides (L.) Desv. como el lectotipo; sin embargo, Pic.Serm. (1983, 1989) presentó una fuerte evidencia de que Notholaena marantae (L.) R. Br. es el lectotipo correcto. Si se sigue la tipificación de Pichi Sermolli, entonces las especies neotropicales requerirán de segregación en Chrysochosma (J. Sm.) Kümmerle, ya que N. marantae pertenece a un grupo no farinoso del Viejo Mundo, de helechos queilantoides no relacionados con los taxa del Nuevo Mundo. El centro de diversificación del género en el Nuevo Mundo es el Desierto de Chihuahua en el N. de México.

## Taxonomía
Notholaena fue descrito por Robert Brown y publicado en Prodromus Florae Novae Hollandiae 145. 1810. La especie tipo es:  Notholaena marantae (L.) R. Br. 

## Especies aceptadas
A continuación se brinda un listado de las especies del género Notholaena aceptadas hasta abril de 2012, ordenadas alfabéticamente. Para cada una se indica el nombre binomial seguido del autor, abreviado según las convenciones y usos.
| - Notholaena affinis (Mett.) T.Moore - Notholaena aliena Maxon - Notholaena aschenborniana Klotzsch - Notholaena aurantiaca D.C.Eaton - Notholaena aureolina Yatsk. & Arbeláez - Notholaena brachycaulis Mickel - Notholaena brevistipes Mickel - Notholaena bryopoda Maxon - Notholaena californica D.C.Eaton - Notholaena candida (M.Martens & Galeotti) Hook. - Notholaena cantangensis R.M.Tryon - Notholaena copelandii C.C.Hall - Notholaena galapagensis Weath. & Svenson - Notholaena galeottii Fée - Notholaena grayi Davenp. - Notholaena greggii (Mett. ex Kuhn) Maxon - Notholaena inaequalis Kunze - Notholaena ineaqualis Kunze - Notholaena jacalensis Pray | - Notholaena jaliscana Yatsk. & Arbeláez - Notholaena javensis (Willd.) Desv. - Notholaena lemmonii D.C.Eaton - Notholaena leonina Maxon - Notholaena marantae (L.) Desv. - Notholaena meridionalis Mickel - Notholaena muelleri (Hook.) Fraser-Jenk. - Notholaena neglecta Maxon - Notholaena nigricans (Willd.) Desv. - Notholaena ochracea (Hook.) Yatsk. & Arbeláez - Notholaena rigida Davenp. - Notholaena rosei Maxon - Notholaena sargentii (H. Christ) Fraser-Jenk. - Notholaena schaffneri (E. Fourn.) Underw. ex Davenp. - Notholaena squamosa (Gillies & Hook. ex Grev.) Hook. & Baker - Notholaena standleyi Maxon - Notholaena stuebeliana (Hieron.) R.M.Tryon - Notholaena sulphurea (Cav.) J.Sm. - Notholaena weatherbiana R.M.Tryon |